# Druga ABA liga
Druga ABA liga, također kao i ABA 2 liga, engl. ABA League Second Division, je liga drugog stupnja košarkaške regionalne ABA lige, u kojoj nastupaju klubovi iz Bosne i Hercegovine, Crne Gore, Hrvatske, Sjeverne Makedonije, Slovenije i Srbije.

## O ligi
Odluka o formiranju lige je donesena u srpnju 2017. godine na sastanku vodstva ABA lige. Odlučeno je da će se u ligi natjecati 12 klubova, 10 izravno plasiranih, a dva nakon kvalifikacija.
Sustav natjecanja je zamišljen kao dvokružna liga od 12 klubova, sa završnim turnirom četiri kluba (Final four).

## Sudionici
sudionici 2018./19.
- Spars – Sarajevo
- Zrinjski – Mostar
- Lovćen 1947 – Cetinje
- Sutjeska – Nikšić
- Split – Split
- MZT Skopje Aerodrom – Skoplje
- Helios Suns – Domžale
- Rogaška – Rogaška Slatina
- Sixt Primorska – Kopar
- Borac – Čačak
- Dynamic VIP PAY – Beograd
- Vršac – Vršac

bivši sudionici
klubovi napisani po tradcicionalnim nazivima 
- Bosna – Sarajevo
- Teodo – Tivat
- AV Ohrid – Ohrid
- Krka – Novo Mesto

eliminirani sudionici kvalifikacija
klubovi koji su sudjelovali u kvalifikacijama za 2. ABA ligu, ali nisu uspjeli u kvalifikacijama 
- Mladost – Mrkonjić Grad
- Sloboda – Tuzla
- Široki – Široki Brijeg

## Dosadašnje sezone
| sezona    | klubova | doigravanje          | doigravanje                   |                      | ligaški dio          | ligaški dio |
| sezona    | klubova | prvak                | doprvak                       | prvi                 | drugi                |             |
| --------- | ------- | -------------------- | ----------------------------- | -------------------- | -------------------- | ----------- |
| 2017./18. | 12      | Krka Novo Mesto      | Sixt Primorska Koper          | Borac Čačak          | Sixt Primorska Koper |             |
| 2018./19. | 12      | Sixt Primorska Koper | MZT Skopje Aerodrom (Skoplje) | Sixt Primorska Koper | Spars Sarajevo       |             |

## Unutrašnje poveznice
- ABA liga
- Superkup ABA lige

## Vanjske poveznice
- službene stranice